# Estialescq
Estialescq település Franciaországban, Pyrénées-Atlantiques megyében. Lakosainak száma 260 fő (2022. január 1.). Estialescq Escout, Goès, Lasseube, Monein és Précilhon községekkel határos.

## Népesség
A település népességének változása:
| Lakosok száma | 265  | 273  | 278  | 267  | 264  | 260  | 259  | 260  | 260  |
|               | 2013 | 2015 | 2016 | 2017 | 2018 | 2019 | 2020 | 2021 | 2022 |